# Santa Margarida d'Ardola
Santa Margarida d'Ardola és una església romànica de Tavèrnoles (Osona) inclosa a l'Inventari del Patrimoni Arquitectònic de Catalunya.

## Descripció
Edifici religiós. Església semi derruïda i amb la nau orientada com les de les esglésies romàniques. La planta és de nau única. Per les pedres que es troben al voltant s'endevina que tenia un únic absis de planta semicircular.
De l'alçat només es conserva el mur nord des de la planta fins a l'arrencada de la volta. Suposem que era coberta amb volta perquè a la part de la façana la paret es conserva força bé i marca la forma d'arc de mig punt.
El portal d'entrada és dovellat amb petites dovelles i allindat. Les altres parts de l'església són aterrades i les runes es troben al mateix peu de l'església. L'estat de conservació és lamentable, entre les runes hi creixen arbres i l'antiga construcció s'està perdent enmig de la vegetació. El material constructiu són grossos carreus romànics.

## Història
Aquesta església data del segle xi. Fou decorada amb lesenes i arcs llombards que avui no es conserven degut a la gairebé total destrucció dels murs de l'alçat.
A aquesta església mantenien el culte els feligresos de Savassona.
Al 1936 fou abandonada i vers el 1945 s'ensorrà la volta.
El sobrenom d'Ardola sembla d'origen ibèric i hom ha llençat la hipòtesi que podria ser el nom d'un antic poblat situat al voltant del puig del Far.